# Специален доклад (разказ)
Вижте пояснителната страница за други значения на Специален доклад.
За филма виж Специален доклад (филм)
„Специален доклад“ (на английски: The Minority Report) е научнофантастичен разказ на Филип Дик от 1956 г. През 2002 излиза филмовата адаптация Специален доклад, режисирана от Стивън Спилбърг и с Том Круз в главната роля.

## Сюжет
Внимание:  Текстът по-долу разкрива сюжета на произведението (или части от него)!
Джон Андертън е основател и управител на „Предпрестъпност“. Организация занимаваща се с предотвратяване на престъпления, чрез използването на мутанти, които имат възможност да виждат в бъдещето. Системата работи безупречно, докато един ден не се появява Ед Уитуър, а тримата провидци не предсказват убийство с извършител Джон Андертън. Той трябва да намери специалния доклад по неговия случай, да разплете парадоксите във времето, които виждат провидците и да докаже, че системата наистина работи.